# Veliki dodekahemidodekaeder
| Veliki dodekahemidodekaeder                   | Veliki dodekahemidodekaeder                           |
| --------------------------------------------- | ----------------------------------------------------- |
|                                               |                                                       |
| Vrsta                                         | uniformni zvezdni polieder                            |
| Elementi                                      | F = 18, E = 60, V =30 ({\displaystyle \chi \,} = -12) |
| Stranske ploskve po stranicah                 | 12{5/3}+6{10/3}                                       |
| Wythoffovi simboli                            | 5/3 5/2 \|5/3 (dvojno prekrivanje)                    |
| Simetrijska grupa                             | Ih, [5,3], *532                                       |
| Bowerjeva okrajšava                           | Gidhid                                                |
| Sklici                                        | U70, C86, W107                                        |
| veliki dodekahemidodekakron (dualni polieder) | (5/2.10/3.5/3.10/3) slika oglišč                      |

Veliki dodekahemidodekaeder je uniformni zvezdni polieder, ki ima oznako (indeks) U65. Njegova slika oglišč je križni štirikotnik. Spada med hemipoliedre z desetimi dekagramskimi stranskimi ploskvami, ki potekajo skozi središče modela. 

## Sorodni poliedri
Konveksna ogrinjača je ikozaeder. Ima isto razvrstitev robov kot veliki ikozidodekaeder, ki ima skupne pentagramske stranske ploskve ter veliki ikozihemidodekaeder, ki pa ima skupne dekagramske stranske ploskve. 
| veliki ikozidodekaeder                | veliki dodekahemidodekaeder | veliki ikozihemidodekaeder |
| ikozidodekaeder (konveksna ogrinjača) |                             |                            |